# Lillhällom
Lillhällom är en stadsdel i stadsdelsområdet Bergsåker i Sundsvall och är den västligaste av alla stadsdelar i tätorten. Stadsdelen gränsar i öster till Bergsåker och i nordost till Österro och ligger 7 kilometer nordväst om centrala Sundsvall vid foten av Lillhällomsberget. Bebyggelsen består i huvudsak av villor och radhus. Gatorna i området har namn relaterade till hästar, såsom Skimmelvägen, Fuxvägen och Fullblodsvägen.